# Hygrophore des prés
Hygrocybe pratensis, Cuphophyllus pratensis
Espèce
Synonymes
- Camarophyllus pratensis (Schaeff.) P. Kumm., 1871
- Cuphophyllus pratensis (Schaeff.) Bon, 1985

L'hygrophore des prés (Hygrocybe pratensis ou Cuphophyllus pratensis) est une espèce de champignons basidiomycètes de la famille des Hygrophoraceae. Il a la silhouette typique des hygrophores, avec des lames épaisses, très espacées et à consistance cireuse. C'est un bon comestible facile à reconnaître avec son chapeau abricot et son pied clair. Il affectionne les milieux herbeux, surtout en altitude, mais se raréfie en raison de l'utilisation des sols par l'humain.

## Taxinomie
L'espèce a été décrite pour la première fois en 1774 par le mycologue et naturaliste allemand Jacob Christian Schäffer sous le nom d'Agaricus pratensis. William Alphonso Murrill l'a transférée dans le genre Hygrocybe en 1914. La taxinomie de ce genre reste controversée, et certains auteurs placent l'hygrophore des prés dans le genre Cuphophyllus.

## Description

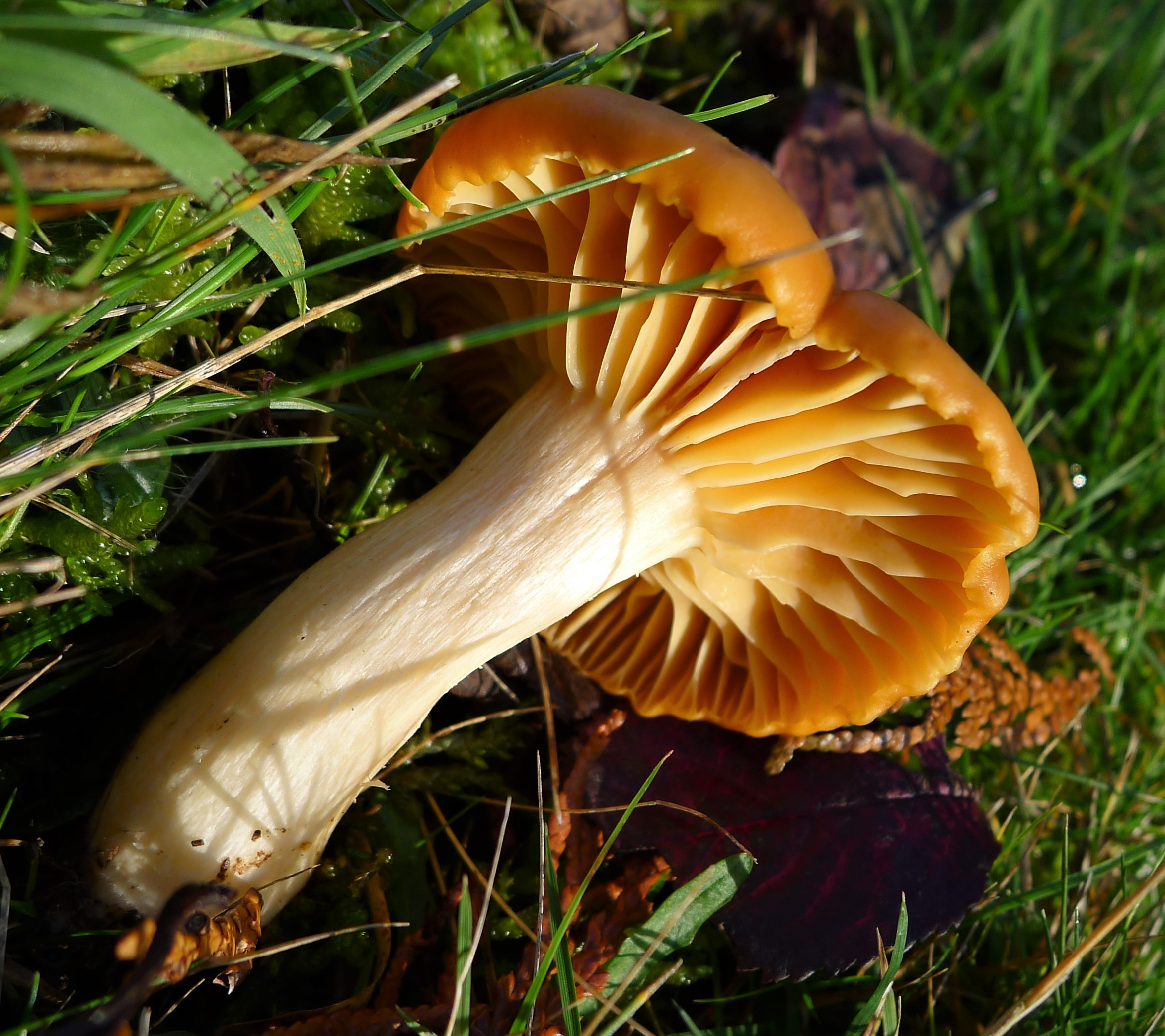
Les lames très espacées et cireuses de l'hygrophore des prés.

C'est un champignon de taille petite à moyenne, avec un chapeau conique qui est obtus chez les spécimens jeunes, puis s'étale en conservant un mamelon net. Il est sec ou à peine un peu gras au toucher et hygrophane, de couleur abricot ou orange saumon. La marge, très fine et denticulée, devient souvent onduleuse et relevée avec l'âge. Les lames, épaisses, larges et nettement espacées, sont arquées et décurrentes. Elles sont cireuses, crème orangé, concolores au chapeau ou plus pâles. Des lamelles et des lamellules, de même couleur, sont visibles dans les intervalles. Le stipe est épais et aminci vers la base (qui est souvent courbée), et mesure entre 3 et 6 cm de long. Il est lisse à fibrilleux, cassant, de teinte un peu plus claire que le chapeau. La chair est orangé pâle dans le chapeau et blanche dans le pied. Elle a une saveur douce et une odeur faible.

### Espèces proches
L'hygrophore des bois (Hygrophorus nemoreus) ressemble un peu à celui des prés. Mais comme son nom l'indique, il pousse surtout dans les bois. De plus, son chapeau est fibrilleux et il a une odeur de farine assez nette.

## Habitat et distribution

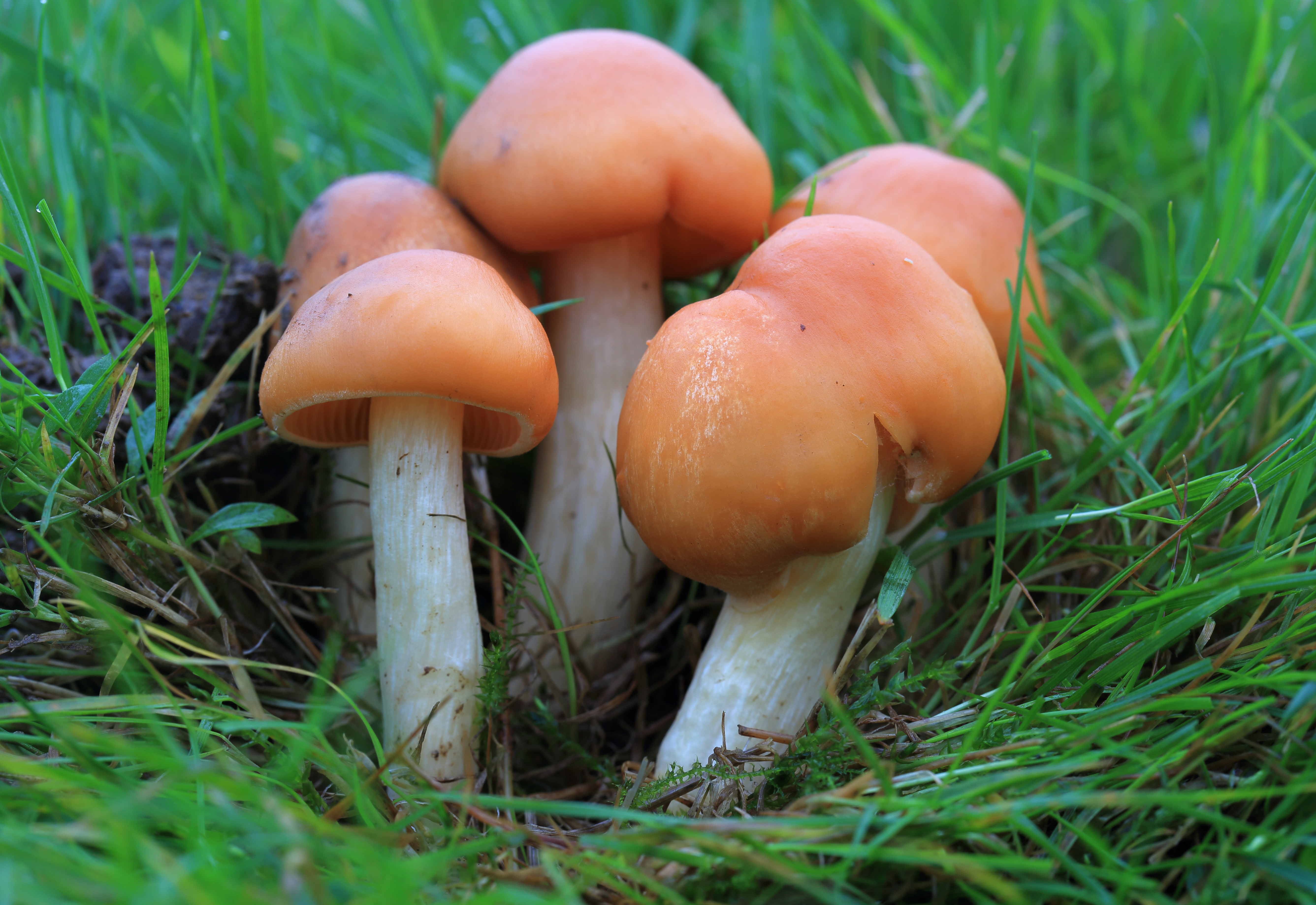
Jeunes spécimens dans une prairie près de Londres, en Grande-Bretagne.

Comme son nom l'indique, l'hygrophore des prés pousse dans l'herbe des prairies et des pâturages, parfois dans les dunes fixées et même dans les bois clairs. Il est plus fréquent en montagne et dans les alpages, au dessus de 500 m d'altitude. On le trouve dans toute la zone tempérée de l'hémisphère nord. Le champignon ne supporte pas les sols enrichis en composés azotés (engrais) et, de ce fait, il est devenu très rare dans certaines régions d'Europe.

## Comestibilité
La chair douce et délicatement parfumée du champignon et son absence de viscosité en font un comestible très apprécié. La plupart des auteurs le présente comme le meilleur des hygrophores, mais il est devenu si rare que sa cueillette devrait être évitée.